# The Temptations
The Temptations è un gruppo musicale vocale statunitense formatosi a Detroit, nello Stato del Michigan, nel 1960. Composto da cinque cantanti, rifacendosi alla musica gospel, hanno fondato il cosiddetto genere Detroit Sound, il sound creato dall'etichetta discografica Motown Records di Detroit, fusione di R&B e rock psichedelico californiano.
Dal 1999 il gruppo fa parte della Vocal Group Hall of Fame.

## Storia
Come accaduto a molti gruppi di successo, anche i Temptations hanno avuto traversie e cambiamenti di organico, fino alla confusione culminata nella rivalità tra due gruppi con lo stesso nome, Temptations. Il gruppo originale è considerato quello capitanato da Otis Williams in quanto al suo interno aveva il più alto numero di membri originali.
Del gruppo ha fatto parte, per un breve periodo, anche Samuel J. Palmisano, ex presidente e amministratore delegato della IBM.
Nel 1965 il singolo My Girl raggiunge la prima posizione nella Billboard Hot 100.
Nel 1965 il singolo I Can't Get Next to You raggiunge la prima posizione nella Billboard Hot 100 per due settimane.
Nel 1971 il singolo Just My Imagination (Running Away with Me) raggiunge la prima posizione nella Billboard Hot 100 per due settimane.
Nel 1972 il singolo Papa Was a Rollin' Stone raggiunge la prima posizione nella Billboard Hot 100, la terza in Olanda e la sesta in Sud Africa e nel 1973 vince con il lato A del 45 giri il Grammy Award per la miglior interpretazione R&B per un duo o un gruppo vocale, con il lato B il Grammy Award per la miglior interpretazione strumentale R&B ed il Grammy Award alla miglior canzone R&B.
Agli inizi degli anni ottanta è stato pubblicato un LP dal titolo Reunion e il brano Standing on the Top ha avuto un discreto successo, ma l'evento importante fu la "riunione" dei due gruppi in uno solo.

## Discografia

### Album studio
- 1964 - Meet the Temptations
- 1965 - The Temptations Sing Smokey
- 1965 - The Temptin' Temptations
- 1966 - Gettin' Ready
- 1967 - The Temptations with a Lot o' Soul
- 1967 - The Temptations in a Mellow Mood
- 1968 - The Temptations Wish It Would Rain
- 1968 - Diana Ross & the Supremes Join the Temptations (con Diana Ross & The Supremes)
- 1968 - TCB (con Diana Ross & The Supremes)
- 1969 - Cloud Nine
- 1969 - Together (con Diana Ross & The Supremes)
- 1969 - G.I.T. on Broadway (con Diana Ross & The Supremes)
- 1969 - Puzzle People
- 1970 - Psychedelic Shack
- 1970 - The Temptations Christmas Card
- 1971 - Sky's the Limit
- 1972 - Solid Rock
- 1972 - All Directions
- 1973 - Masterpiece
- 1973 - 1990
- 1975 - A Song for You
- 1975 - House Party
- 1975 - Wings of Love
- 1976 - The Temptations Do the Temptations
- 1977 - Hear to Tempt You
- 1978 - Bare Back
- 1980 - Power
- 1980 - Give Love at Christmas
- 1981 - The Temptations
- 1982 - Reunion
- 1983 - Surface Thrills
- 1983 - Back to Basics
- 1984 - Truly for You
- 1985 - Touch Me
- 1986 - To Be Continued
- 1987 - Together Again
- 1989 - Special
- 1991 - Milestone
- 1995 - For Lovers Only
- 1998 - Phoenix Rising
- 2000 - Ear-Resistible
- 2001 - Awesome
- 2004 - Legacy
- 2006 - Reflections
- 2007 - Back to Front
- 2010 - Still Here
- 2018 - All The Time

### Album live
- 1967 - Temptations Live!
- 1968 - Live at the Copa
- 1970 - Live at London's Talk of the Town
- 1973 - The Temptations in Japan

### Raccolte
- 1966 - Greatest Hits
- 1970 - Greatest Hits II
- 1973 - Anthology
- 1983 - Great Songs and Performances That Inspired the Motown 25th Anniversary T.V. Special
- 1986 - Anthology
- 1986 - The Temptations 25th Anniversary
- 1990 - Motown's Greatest Hits
- 1994 - Emperors of Soul
- 1995 - Anthology
- 1997 - The Ultimate Collection
- 1999 - Lost and Found: You've Got to Earn It (1962–1968)
- 2000 - 20th Century Masters - The Millennium Collection: The Best of the Temptations, Vol. 1 - the 1960s
- 2000 - 20th Century Masters - The Millennium Collection: The Best of the Temptations, Vol. 2 - the 1970s, 80s, and 90s
- 2001 - The Temptations at Their Very Best
- 2002 - My Girl: The Very Best of the Temptations (ri-pubblicato nel 2005 con il titolo The Temptations: Gold)
- 2003 - Psychedelic Soul
- 2008 - Classic Soul Hits